# Tiêu chuẩn Eisenstein
Trong toán học, tiêu chuẩn Eisenstein là một điều kiện đủ để một đa thức với hệ số nguyên là một đa thức bất khả quy trên trường số hữu tỷ.

## Tiêu chuẩn
Giả sử ta có một đa thức với hệ số nguyên.
{\displaystyle Q(x)=a_{n}x^{n}+a_{n-1}x^{n-1}+\cdots +a_{1}x+a_{0}}
Giả sử tồn tại một số nguyên tố p sao cho:
- ai chia hết cho p với mọi 0 ≤ i < n,
- an không chia hết cho p,
- a0 không chia hết cho p2,

thế thì Q(x) là một đa thức bất khả quy trên trường số hữu tỷ.